# Dactylerythrops bidigitata
Dactylerythrops bidigitata är en kräftdjursart som beskrevs av W. M. Tattersall 1907. Dactylerythrops bidigitata ingår i släktet Dactylerythrops och familjen Mysidae. Inga underarter finns listade i Catalogue of Life.